# Copa México 1967-68
La Copa México 1967-68 fue la 52.ª edición de la Copa México, la 25.ª en la era profesional. 
El torneo empezó el 19 de marzo de 1967 y concluyó el 18 de mayo de ese mismo año, en el cual el equipo de Atlas logró el título por cuarta vez con una victoria sobre el equipo de los Tiburones Rojos de Veracruz. 
Para esta edición participaron 16 equipos, se jugó primero una fase de grupo y luego una eliminación directa a partir de las semifinal.

## Primera fase

### Grupo 1
| Equipo  | Pts. | PJ | PG | PE | PP | GF | GC | Dif |
| ------- | ---- | -- | -- | -- | -- | -- | -- | --- |
| Toluca  | 9    | 6  | 4  | 1  | 1  | 13 | 7  | +6  |
| Oro     | 7    | 6  | 2  | 3  | 1  | 7  | 8  | -1  |
| Atlante | 6    | 6  | 1  | 4  | 1  | 9  | 10 | -1  |
| Pachuca | 2    | 6  | 0  | 2  | 4  | 7  | 11 | -4  |

### Grupo 2
| Equipo      | Pts. | PJ | PG | PE | PP | GF | GC | Dif |
| ----------- | ---- | -- | -- | -- | -- | -- | -- | --- |
| Cruz Azul   | 9    | 6  | 4  | 1  | 1  | 7  | 5  | +2  |
| Guadalajara | 6    | 6  | 2  | 2  | 2  | 7  | 7  | 0   |
| UNAM        | 5    | 6  | 2  | 1  | 3  | 6  | 7  | -1  |
| Nuevo León  | 4    | 6  | 1  | 2  | 3  | 6  | 9  | -3  |

### Grupo 3
| Equipo    | Pts. | PJ | PG | PE | PP | GF | GC | Dif |
| --------- | ---- | -- | -- | -- | -- | -- | -- | --- |
| Atlas     | 8    | 6  | 3  | 2  | 1  | 9  | 7  | +2  |
| Monterrey | 8    | 6  | 3  | 2  | 1  | 8  | 6  | +2  |
| Necaxa    | 5    | 6  | 1  | 3  | 2  | 8  | 9  | -1  |
| León      | 3    | 6  | 1  | 1  | 4  | 5  | 8  | -3  |

### Grupo 4
| Equipo   | Pts. | PJ | PG | PE | PP | GF | GC | Dif |
| -------- | ---- | -- | -- | -- | -- | -- | -- | --- |
| Veracruz | 9    | 6  | 4  | 1  | 1  | 7  | 1  | +6  |
| América  | 6    | 6  | 2  | 2  | 2  | 10 | 10 | 0   |
| Irapuato | 6    | 6  | 2  | 2  | 2  | 9  | 10 | -1  |
| Morelia  | 3    | 6  | 1  | 1  | 4  | 6  | 11 | -5  |

## Segunda ronda
|  | Semifinales     | Semifinales     | Semifinales     |   |       | Final      | Final      |  |
|  | 7 al 14 de mayo | 7 al 14 de mayo | 7 al 14 de mayo |   |       | 18 de mayo | 18 de mayo |  |
|  |                 |                 |                 |   |       |            |            |  |
|  |                 |                 |                 |   |       |            |            |  |
|  | Toluca          | 1               | 1               |   |       |            |            |  |
|  | Toluca          | 1               | 1               |   |       |            |            |  |
|  | Atlas           | 2               | 1               |   |       |            |            |  |
|  | Atlas           | 2               | 1               |   | Atlas | 2          |            |  |
|  |                 |                 |                 |   | Atlas | 2          |            |  |
|  |                 |                 | Veracruz        | 1 |       |            |            |  |
|  | Cruz Azul       | 0               | Veracruz        | 1 | 1 (3) |            |            |  |
|  | Cruz Azul       | 0               |                 |   | 1 (3) |            |            |  |
|  | Veracruz (p.)   | 0               | 1 (6)           |   |       |            |            |  |
|  | Veracruz (p.)   | 0               | 1 (6)           |   |       |            |            |  |
|  |                 |                 |                 |   |       |            |            |  |

### Semifinales
| 7 de mayo de 1967 | Toluca      | 1:2 (1:2) | Atlas                      | Estadio Luis Dosal, Toluca de Lerdo |                            |
|                   | Morales 34' |           | Rodríguez 8' · Delgado 28' | Árbitro(s): Javier Galindo          | Árbitro(s): Javier Galindo |

| 14 de mayo de 1967 | Atlas         | 1:1 (1:0) | Toluca     | Estadio Jalisco, Guadalajara |                         |
|                    | Rodríguez 40' |           | Romero 81' | Árbitro(s): Raúl Osorio      | Árbitro(s): Raúl Osorio |

| 7 de mayo de 1967 | Cruz Azul | 0:0 | Veracruz | Estadio 10 de diciembre, Tula de Allende |  |
|                   |           |     |          | Árbitro(s): Ricardo Basurto              |  |

| 14 de mayo de 1967 | Veracruz                                                     | 1:1 (0:0; 1:1) (6:3 p.)    | Cruz Azul                         | Estadio Luis Pirata Fuente, Veracruz   |                                        |
|                    | Peláez 65'                                                   |                            | Munguía 84'                       | Árbitro(s): Alfonso González Archundia | Árbitro(s): Alfonso González Archundia |
|                    |                                                              | Tiros desde el punto penal |                                   |                                        |                                        |
|                    | Hernández · Hernández · Hernández · Batata · Batata · Batata |                            | Pulido · Pulido · Pulido · Pulido |                                        |                                        |

### Final
| 18 de mayo de 1967 | Atlas                       | 2:1 (0:1) | Veracruz    | Estadio Azteca, Ciudad de México |                             |
|                    | Rodríguez 63' · Delgado 68' |           | Ubiracy 20' | Árbitro(s): Ricardo Basurto      | Árbitro(s): Ricardo Basurto |

|       | POR   | Javier Vargas      |     |
|       | DEF   | Rafael Gómez       | 89' |
|       | DEF   | Rodolfo Jáuregui   |     |
|       | DEF   | Humberto Medina    |     |
|       | DEF   | José Luis Juárez   |     |
|       | MED   | Joel Andrade       |     |
|       | MED   | Fernando Padilla   |     |
|       | DEL   | Ignacio Buenrostro |     |
|       | DEL   | Pepe Delgado       |     |
|       | DEL   | José Rodríguez     |     |
|       | DEL   | Jorge Silva        |     |
| D. T. | D. T. | Javier Novello     |     |

|       | POR   | Pedro Elizondo        |     |
|       | DEF   | René Vázquez          |     |
|       | DEF   | Guillermo Hernández   |     |
|       | DEF   | Francisco Montes      |     |
|       | DEF   | Tranquilino Velázquez |     |
|       | MED   | Jesús Peláez          |     |
|       | MED   | Hugo Herrera          |     |
|       | DEL   | Francisco Gomes       |     |
|       | DEL   | Mariano Ubiracy       |     |
|       | DEL   | José Luis Aussín      |     |
|       | DEL   | Jesús Hernández       | 80' |
| D. T. | D. T. | Didí                  |     |

|  | DEF | Gamaliel Ramírez | 89' |

|  | DEL | Pablo López | 80' |

| 63' · 68' | José Rodríguez Pepe Delgado | 1:1 2:1 |

| 20' | Mariano Ubiracy | 1:0 |

| Principal | Ricardo Basurto |

|       | POR   | Javier Vargas      |     |
|       | DEF   | Rafael Gómez       | 89' |
|       | DEF   | Rodolfo Jáuregui   |     |
|       | DEF   | Humberto Medina    |     |
|       | DEF   | José Luis Juárez   |     |
|       | MED   | Joel Andrade       |     |
|       | MED   | Fernando Padilla   |     |
|       | DEL   | Ignacio Buenrostro |     |
|       | DEL   | Pepe Delgado       |     |
|       | DEL   | José Rodríguez     |     |
|       | DEL   | Jorge Silva        |     |
| D. T. | D. T. | Javier Novello     |     |

|       | POR   | Pedro Elizondo        |     |
|       | DEF   | René Vázquez          |     |
|       | DEF   | Guillermo Hernández   |     |
|       | DEF   | Francisco Montes      |     |
|       | DEF   | Tranquilino Velázquez |     |
|       | MED   | Jesús Peláez          |     |
|       | MED   | Hugo Herrera          |     |
|       | DEL   | Francisco Gomes       |     |
|       | DEL   | Mariano Ubiracy       |     |
|       | DEL   | José Luis Aussín      |     |
|       | DEL   | Jesús Hernández       | 80' |
| D. T. | D. T. | Didí                  |     |

|  | DEF | Gamaliel Ramírez | 89' |

|  | DEL | Pablo López | 80' |

| 63' · 68' | José Rodríguez Pepe Delgado | 1:1 2:1 |

| 20' | Mariano Ubiracy | 1:0 |

| Principal | Ricardo Basurto |

|       | POR   | Javier Vargas      |     |
|       | DEF   | Rafael Gómez       | 89' |
|       | DEF   | Rodolfo Jáuregui   |     |
|       | DEF   | Humberto Medina    |     |
|       | DEF   | José Luis Juárez   |     |
|       | MED   | Joel Andrade       |     |
|       | MED   | Fernando Padilla   |     |
|       | DEL   | Ignacio Buenrostro |     |
|       | DEL   | Pepe Delgado       |     |
|       | DEL   | José Rodríguez     |     |
|       | DEL   | Jorge Silva        |     |
| D. T. | D. T. | Javier Novello     |     |

|       | POR   | Pedro Elizondo        |     |
|       | DEF   | René Vázquez          |     |
|       | DEF   | Guillermo Hernández   |     |
|       | DEF   | Francisco Montes      |     |
|       | DEF   | Tranquilino Velázquez |     |
|       | MED   | Jesús Peláez          |     |
|       | MED   | Hugo Herrera          |     |
|       | DEL   | Francisco Gomes       |     |
|       | DEL   | Mariano Ubiracy       |     |
|       | DEL   | José Luis Aussín      |     |
|       | DEL   | Jesús Hernández       | 80' |
| D. T. | D. T. | Didí                  |     |

|  | DEF | Gamaliel Ramírez | 89' |

|  | DEL | Pablo López | 80' |

| 63' · 68' | José Rodríguez Pepe Delgado | 1:1 2:1 |

| 20' | Mariano Ubiracy | 1:0 |

| Principal | Ricardo Basurto |

|       | POR   | Javier Vargas      |     |
|       | DEF   | Rafael Gómez       | 89' |
|       | DEF   | Rodolfo Jáuregui   |     |
|       | DEF   | Humberto Medina    |     |
|       | DEF   | José Luis Juárez   |     |
|       | MED   | Joel Andrade       |     |
|       | MED   | Fernando Padilla   |     |
|       | DEL   | Ignacio Buenrostro |     |
|       | DEL   | Pepe Delgado       |     |
|       | DEL   | José Rodríguez     |     |
|       | DEL   | Jorge Silva        |     |
| D. T. | D. T. | Javier Novello     |     |

|       | POR   | Pedro Elizondo        |     |
|       | DEF   | René Vázquez          |     |
|       | DEF   | Guillermo Hernández   |     |
|       | DEF   | Francisco Montes      |     |
|       | DEF   | Tranquilino Velázquez |     |
|       | MED   | Jesús Peláez          |     |
|       | MED   | Hugo Herrera          |     |
|       | DEL   | Francisco Gomes       |     |
|       | DEL   | Mariano Ubiracy       |     |
|       | DEL   | José Luis Aussín      |     |
|       | DEL   | Jesús Hernández       | 80' |
| D. T. | D. T. | Didí                  |     |

|  | DEF | Gamaliel Ramírez | 89' |

|  | DEL | Pablo López | 80' |

| 63' · 68' | José Rodríguez Pepe Delgado | 1:1 2:1 |

| 20' | Mariano Ubiracy | 1:0 |

| Principal | Ricardo Basurto |

|                  |
| Atlas 4to título |

## Goleadores
| Jugador           | Club     | Goles |
| ----------------- | -------- | ----- |
| Francisco Linares | Toluca   | 7     |
| Pepe Delgado      | Atlas    | 5     |
| José Rodríguez    | Atlas    | 4     |
| Carlos Lara       | Necaxa   | 3     |
| Ernesto Cisneros  | Atlante  | 3     |
| Rubén Durán       | Oro      | 3     |
| Leonel Urbina     | Morelia  | 3     |
| Mariano Ubiracy   | Veracruz | 3     |